# علوم و مهندسی شیلات
علوم و مهندسی شیلات، زمینه آکادمیک درک و مدیریت شیلات است. تأمین مواد غذایی پروتئینی مورد نیاز بدن انسان، ارزش غذایی بالا فراورده‌های پروتئینی آبزیان، وسعت حوزه‌های آبی مناسب برای پرورش آبزیان؛ ضرورت بهره‌برداری صحیح از ذخایر عظیم و گونه‌های مختلف آبزیان به منظور حفظ آنها اهمیت رشته علوم و مهندسی شیلات را می‌رساند.
صنعت شیلات منبع مناسبی برای اشتغال، تأمین ارز و اهرمی برای توسعه و عمران مناطق ساحلی است. از این رو در برنامه‌های توسعه اقتصادی، اجتماعی و فرهنگی کشور، شیلات جایگاه مهمی دارد.
مهم‌ترین اهداف رشته علوم و مهندسی شیلات پرورش، اصلاح نژاد، تهیه و تکثیر انواع ماهی و سایر آبزیان، مدیریت صید و صیادی، حفاظت از منابع آبی، بازسازی ذخایر و صادرات و ارز آوری است.
سازمان شیلات، سازمان محیط زیست، بخش خصوصی پرورش و تکثیر ماهی و آبزیان و موسسات آموزش و پژوهش از مراکزی هستند که دانش آموختگان این رشته را جذب می‌کنند.
رشته علوم و مهندسی شیلات شامل برنامه‌های آموزشی مشخص است که طی آن، دانشجویان با علوم مختلف بیولوژی جانوری و گیاهی و اکولوژی دریا به عنوان منابع اصلی و زیربنایی شیلات آشنا شده و به شناخت ماهی‌ها و آبزیان و نحوه تکثیر و پرورش آنها آشنا می‌شوند. این رشته مهندسی در حال حاضر در همه مقاطع تحصیلی با ۳ گرایش تکثیر و پرورش آبزیان، فراوری آبزیان و بوم‌شناسی آبزیان در دانشکده منابع طبیعی دانشگاه‌های کشور ارائه می‌شود.

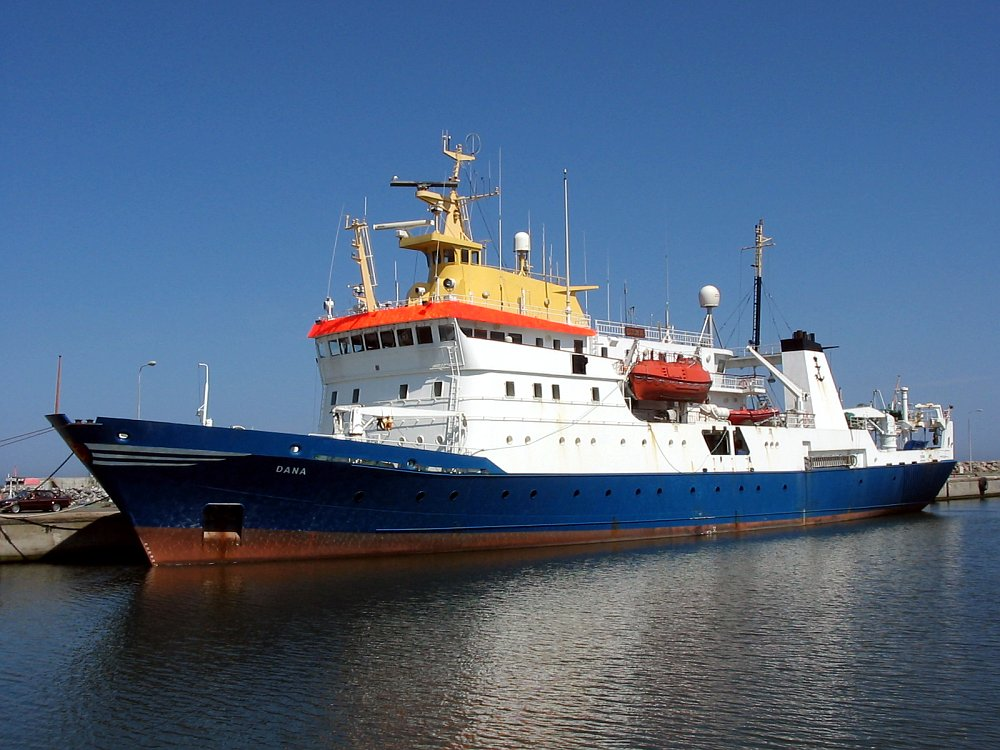

- کشتی تحقیقاتی شیلات دانمارکی دانا ۷۸ متری (۲۵۶ فوتی)[۲][۳]